# (32040) 2000 JH26
2000 JH26 (asteroide 32040) é um asteroide da cintura principal. Possui uma excentricidade de 0.27582930 e uma inclinação de 4.72136º.
Este asteroide foi descoberto no dia 7 de maio de 2000 por LINEAR em Socorro.